# Strákarnir okkar
Strákarnir okkar (en anglès Eleven Men Out) és una pel·lícula islandesa del 2005, dirigida per Robert Ingi Douglas. És un drama romàntic i sàtira social sobre la sortida de l'armari en el món del futbol professional. La pel·lícula participà en el Festival Internacional de Cinema de Toronto (2005) i el Festival Internacional de Cinema de Berlín (2005).
Segons el Filmlexikon «El drama utilitza el gènere de film d'esport per mostrar com una sortida de l'armari desacomplexada i l'esperit d'èquip poden canviar un medi homòfob. Aquest film plé d'humor vol incitar a la discussió, en tractar el seu tema com un hàbil sismògraf sociocultural.» La revista novayorkès Gay City News parla d'un film «amable però mediocre». El film tracta una temàtica semblant a la pel·lícula alemanya Männer wie wir (anglès: Guys & Balls) del 2004.

## Argument
Ottar Thor és el futbolista estrella de l'equip de futbol de Reikiavik KR. L'èxit professional contrasta amb la seva vida privada fracassada. Es va divorciar de la seva dona, una exmiss Islàndia, viu amb el seu fill de tretze anys que només juga videojocs i son pare i germà inaguantables decideixen viure a casa seva.
En fer-se pública la seva homosexualitat a la premsa, el seu entorn, el seu pare que és el seu entrenador i el principal patrocinador comencen a mostrar-se-li hostil. Es veu molt aviat relegat a ocupar la banqueta durant els partits i finalment el club, neguitós de la seva reputació l'acomiada. Ottar abandona l'equip i comença a jugar amb l'equip amateur de jugadors gais, entrenat per un seu amic.
L'équip KR no juga gaire bé sense el seu millor jugador i el pare entrenador intenta que Ottar poguès tornar a condició d'aturar «jugar al gai», el que de totes maneres considera una mera mania passatgera. Ottar Thor també entra en conflicte amb el seu propi fill adolescent per tota l'atenció que la situació li ocasiona.
Ottar finalment accepta tornar al KR amb la condició que el KR jugui un partit contra l'equip dels seus companys gais. El seu pare hi accepta, sense saber que el partit se celebrarà el dia de l'orgull gai.